# Massimo De Vita
Massimo De Vita (ur. 12 lub 29 maja 1941 w Mediolanie) – włoski rysownik.

## Biografia
Syn Napoleone De Vita oraz Pier Lorenzo De Vita. Najczęściej rysuje komiksy z Myszką Miki i przyjaciółmi oraz z Kaczorem Donaldem. Najczęściej tworzył z Giorgio Pezzninim. W wieku siedemnastu lat zaczął tworzyć krótkie reklamy. W 1959 dołączył do włoskiej gazety Topolino i zaczął rysować komiksy.